# Кошик Олександр Кузьмич
Олександр Кузьмич Кошик (20 липня 1905, Мишурин Ріг — 27 січня 1977, Київ) — український радянський історик, доктор історичних наук, професор.

## Біографія
Ноподився 20 липня 1905 року в селі Мишуриному Розі Верхньодніпровського повіту Катеринославської губернії (нині Верхньодніпровського району Дніпропетровської області) і бідній селянській сім'ї. У 1934 році закінчив історичний факультет Київський університет. Брав участь у німецько-радянській війні. Від 1944 року — доцент, у 1948–1951 роках — проректор з наукової роботи, а 1951–1954 роках — з навчальної частини. У 1964–1969 роках— завідувач кафедри історії СРСР Київського університету.

Могила Олександра Кошика

Помер в Києві 27 січня 1977 року. Похований на старій частині Байкового кладовища.

## Наукова діяльність
Автор монографії «Рабочее движение на Украине в годы Первой мировой войны и Февральской революции» (Київ, 1965). Був членом редколегії і співавтором колективних праць:
- «Історія Київського університету» (Київ, 1959);
- «Історія Києва»;
- «Історія міст і сіл Української РСР»;
- «Українська радянська енциклопедія» та інше.